# Vikinško doba
Vikinško doba (793–1066) period je u istoriji Skandinavljana, tokom kojeg su se oni proširili i izgradili naselja širom Evrope i šire nakon glavnog evropskog migracijskog perioda. Kao takvo, vikinško doba se odnosi ne samo na njihovu domovinu Skandinaviju, već i na bilo koje mesto koje su tokom ovog perioda značajno naselili Skandinavci.
Vikinškom dobu je prethodilo germansko gvozdeno doba. To je istorijski period kada su skandinavski Nordijci istraživali Evropu po njenim morima i rekama radi trgovine, prepada, kolonizacije i osvajanja. U ovom periodu Nordijci su se naselili na Nordijskom Grenlandu, Njufaundlandu i današnjim Farskim ostrvima, Islandu, Norveškoj, Švedskoj, Normandiji, Estoniji, Škotskoj, Engleskoj, Velsu, Irskoj, Ostrvu Men, Holandiji, Nemačkoj, Ukrajini, Rusiji, Turskoj i Italiji.
Vikinški putnici i kolonisti viđeni su u mnogim tačkama istorije kao brutalni napadači. Mnogi istorijski dokumenti sugerišu da je njihova invazija na druge zemlje bila odmazda za zadiranje u plemenske zemlje hrišćanskih misionara, a možda i usled Saskih ratova koje su Karlo Veliki i njegovi srodnici vodili na jugu, ili su bili motivisani prenaseljenošću, trgovinskim nejednakostima i nedostatkom održivih poljoprivrednih površina u svojoj domovini.
Informacije o vikinškom dobu uglavnom potiču iz onoga što su o vikinzima napisali njihovi neprijatelji, i iz primarnih arheoloških izvora, dopunjenih sekundarnim izvorima, poput Islandskih Saga.

## Istorijska razmatranja
U Engleskoj, početak vikinškog doba datira od 8. juna 793, kada su Vikinzi uništili opatiju na Lindisfarnu, centru učenja na ostrvu kraj severoistočne obale Engleske u Nortamberlandu. Monasi su ubijeni u opatiji, bačeni u more da se utope ili su odvedeni kao robovi zajedno sa crkvenim blagom, što je stvorilo tradicionalnu (ali neproverenu) molitvu - A furore Normannorum libera nos, Domine, „Spasi nas od besa Severnjaka, Gospode”.
Tri vikinška broda su pristala u Vejmautskom zalivu četiri godine ranije (mada zbog pisarske greške, Anglosaksonski anali datiraju ovaj događaj na 787, a ne 789). Moguće je da je taj kontakt bio neuspešna trgovinska ekspedicija, a ne piratska racija. Lindisfarn je bio drugačiji. Vikinško pustošenje nortambrijskog Svetog ostrva je zabeležio nortambrijski učenjak Alkuin iz Jorka, koji je napisao: „Nikada se pre u Britaniji nije pojavio takav teror”.
Vikingi su portretisani kao potpuno nasilni i krvožedni neprijatelji. U srednjovekovnim engleskim hronikama, oni se opisuju kao „vukovi među ovcama”.
Prvi izazovi mnobrojnim antivikinškim stavovima u Britaniji pojavili su se u 17. veku. Pionirski naučni radovi o vikinškom dobu dosegli su malu publiku u Britaniji. Lingvistika je pratila poreklo ruralnih idioma i poslovica vikinškog doba. Novi rečnici staronordijskog jezika omogućili su većem broju ljudi viktorijanske ere da čita Sage o Islanđanima.
U Skandinaviji su danski naučnici iz 17. veka Tomas Bartolin, Ule Vorm i švedski naučnik Ulof Rudbek bili prvi da koriste runske natpise i islandske sage kao primarne istorijske izvore. Tokom doba prosvetiteljstva i nordijske renesanse, istoričari poput islandsko-norvežanina Tormodusa Torfeusa, dansko-norvežanina Ludviga Holberga i šveđanina Olofa von Dalina razvili su u većoj meri „racionalan” i „pragmatičan” pristup istorijskoj nauci. Do druge polovine 18. veka, dok su Sage o Islanđanima još uvek korištene kao važni istorijski izvori, vikinško doba ponovo se smatralo varvarskim i necivilizovanim periodom u istoriji nordijskih zemalja.
Naučnici van Skandinavije nisu započeli intenzivno preispitivanje dostignuća Vikinga sve do 1890-ih, prepoznajući njihovu umetnost, tehnološke veštine i brodogradilačke sposobnosti.
Donedavno je istorija vikinškog doba u velikoj meri bila zasnovana na Sagama o Islanđanima, istoriji Danaca koju je napisao Sakso Gramatik, Primarnoj hronici Kijevske Rusije, i Kogard Gadel re Galajb. Danas većina naučnika ove tekstove smatra izvorima koje ne treba shvatiti doslovno i više se oslanjaju na konkretne arheološke nalaze, numizmatiku i druge direktne naučne discipline i metode.

## Literatura
- Forte, Angelo; Oram, Richard; Pedersen, Frederik (2005). Viking Empires. Cambridge University Press. ISBN 978-0-521-82992-2.
- Hall, Richard (2010). Viking Age archaeology. Shire Publications. ISBN 978-0-7478-0063-7.
- Harck, Ole; Lübke, Christian (2001). Zwischen Reric und Bornhöved: Die Beziehungen zwischen den Dänen und ihren slawischen Nachbarn vom 9. Bis ins 13. International Conference, Leipzig, 4–6 December 1997, Franz Steiner Verlag. ISBN 978-3-515-07671-5.
- Jones, Gwyn (1968). A History of the Vikings. Oxford University Press. OCLC 581030305.
- Brink, S. with Price, N. (eds) (2008). Brink, Stefan; Price, Neil S. (2008). The Viking World. Routledge. ISBN 978-0-415-69262-5.. [Routledge Worlds], Routledge: London and New York.
- Graham-Campbell, J. (2001).
- Ahola, Joonas & Frog with Clive Tolley (eds.) Fibula, Fabula, Fact – The Viking Age in Finland. 2014.. Studia Fennica Historica 18. Helsinki: Finnish Literature Society.
- Anker, P (1970). The Art of Scandinavia.. Volume I, London and New York, 1970.
- Fuglesang, S.H. (1996). "Viking Art", in Turner, J. (ed.), The Grove Dictionary of Art, Volume 32, London and New York, 1996, pp. 514–27, 531–32.
- Graham-Campbell, J. (1980).
- Graham-Campbell, James (2013).
- Roesdahl, E. and Wilson, D.M. ., ур. (1992). From Viking to Crusader: Scandinavia and Europe 800–1200. ISBN 978-0-8478-1625-5.. Copenhagen and New York, 1992. [exhibition catalogue].
- Williams, G., Pentz, P. and Wemhoff, M., ур. (2014). Vikings: Life and Legend. London: British Museum Press. ISBN 978-0-7141-2336-3.. [exhibition catalogue].
- Wilson, D.M. & Klindt-Jensen, O. (1980). Wilson, David Mackenzie; Klindt-Jensen, Ole (1980). Viking Art. George Allen and Unwin. ISBN 978-0-04-709018-9.. second edition, George Allen and Unwin.
- Carey, Brian Todd (2003). „Technical marvels, Viking longships sailed seas and rivers, or served as floating battlefields”. Military History. 19 (6): 70—72..
- Downham, Clare. (2007). Viking Kings of Britain and Ireland: The Dynasty of Ívarr to A.D. 1014. Edinburgh: Dunedin Academic Press.
- Hudson, Benjamin (2005). Viking Pirates and Christian Princes: Dynasty, Religion, and Empire in the North Atlantic. Oxford: Oxford University Press. ISBN 0-19-516237-4..
- Logan, F. Donald The Vikings in History. ISBN 0-415-08396-6. (London: Hutchison & Co. 1983) .
- Maier, Bernhard. (2003). The Celts: A history from earliest times to the present. Notre Dame, Indiana: University of Notre Dame Press..

## Spoljašnje veze
- -author= -